# غلوريا لورينغ
غلوريا لورينغ (بالإنجليزية: Gloria Loring)‏ هي مغنية وممثلة أمريكية، ولدت في 12 ديسمبر 1946 في نيويورك في الولايات المتحدة.

## أعمال

### مسلسلات
- بيفرلي هيلز 90210

## وصلات خارجية
- الموقع الرسمي
- غلوريا لورينغ على موقع IMDb (الإنجليزية)
- غلوريا لورينغ على موقع ألو سيني (الفرنسية)
- غلوريا لورينغ على موقع ميوزك برينز (الإنجليزية)
- غلوريا لورينغ على موقع أول موفي (الإنجليزية)
- غلوريا لورينغ على موقع إن إن دي بي (الإنجليزية)
- غلوريا لورينغ على موقع أول ميوزيك (الإنجليزية)
- غلوريا لورينغ على موقع ديسكوغز (الإنجليزية)
- غلوريا لورينغ على موقع قاعدة بيانات الفيلم (الإنجليزية)
- غلوريا لورينغ على موقع كينوبويسك (الروسية)